# Dwars door Vlaanderen 1953
Dwars door Vlaanderen 1953 (deutsch: Quer durch Flandern) war die 8. Austragung des belgischen Straßenradrennens Dwars door Vlaanderen in der Region Flandern. Das Rennen fand über drei Etappen vom 18. bis zum 19. April 1953 über 464 Kilometer für Berufsfahrer statt. Sieger wurde Albéric Schotte.

## Rennverlauf
Dwars door Vlaanderen 1953 startete mit der 1. Etappe von Waregem nach Eisden über 230 Kilometer. 115 überwiegend belgische Radrennfahrer traten zum Rennen an. In Sint-Truiden bildete sich eine Spitzengruppe von 17 Fahrern. Wout Wagtmans gewann den Zielsprint.
Die 2. Etappe wurde von Eisden nach Waregem über 205 Kilometer gefahren. Noch 85 Radrennfahrer waren im Wettberwerb. Wout Wagtmans konnte sich kurz vor dem Ziel aus einer großen Gruppe absetzen und gewann die Etappe als Solist.
Die 3. Etappe war ein Einzelzeitfahren in Waregem, die Distanz betrug 29 Kilometer. Wim van Est fuhr die schnellste Zeit. Gesamtsieger wurde nach seinem 4. Platz im Zeitfahren Schotte.

## Rennergebnis
|     | Fahrer             | Team              | Zeit             |
| --- | ------------------ | ----------------- | ---------------- |
| 1.  | Albéric Schotte    | Alcyon–Dunlop     | 12:49:08 Stunden |
| 2.  | Adri Voorting      | Peugeot–Dunlop    | + 0:30 min.      |
| 3.  | Marcel De Mulder   | Terrot–Hutchinson | + 0:42 min.      |
| 4.  | René Mertens       | Groene Leeuw      | + 1:18 min.      |
| 5.  | Antoon De Keyser   | Alpa              | + 1:28 min.      |
| 6.  | Marcel Hendrickx   | Plume Sport       | + 1:30 min.      |
| 7.  | Arthur Cleenewerck | Bertin            | + 1:38 min.      |
| 8.  | Wim van Est        | Garin–Wolber      | + 1:45 min.      |
| 9.  | Jan De Valck       | Garin–Wolber      | + 2:36 min.      |
| 10. | Jozef Lefevre      | Plume Vainquer    | + 3:16 min.      |